# Selección de fútbol de Nepal

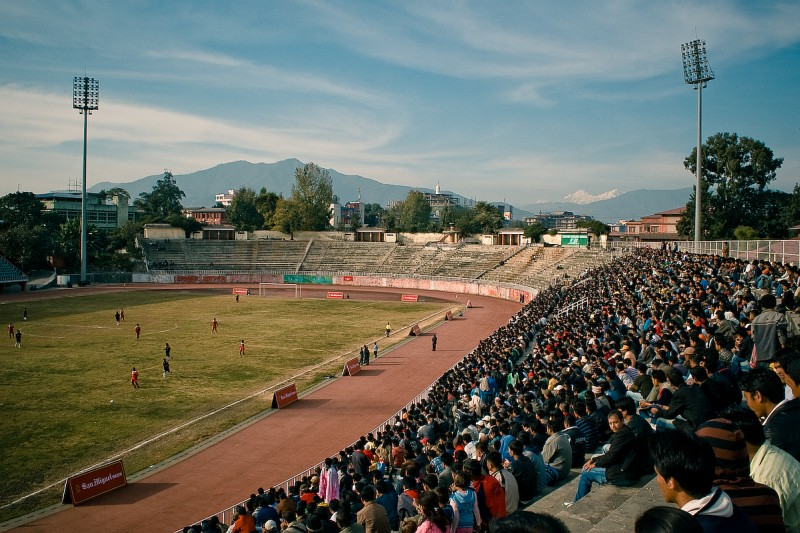
El Dasarath Rangasala Stadium de día.

La selección de fútbol de Nepal es el equipo representativo del país en las competiciones oficiales. Su organización está a cargo de la Asociación de Fútbol de Nepal, perteneciente a la AFC. A pesar de que es una de las selecciones más débiles, en Nepal el fútbol es el deporte más popular.

## Estadísticas

### Copa Mundial de Fútbol
| Copa Mundial de Fútbol | Copa Mundial de Fútbol  | Copa Mundial de Fútbol  | Copa Mundial de Fútbol  | Copa Mundial de Fútbol  | Copa Mundial de Fútbol  | Copa Mundial de Fútbol  | Copa Mundial de Fútbol  |
| Año                    | Ronda                   | J                       | G                       | E                       | P                       | GF                      | GC                      |
| ---------------------- | ----------------------- | ----------------------- | ----------------------- | ----------------------- | ----------------------- | ----------------------- | ----------------------- |
| 1930 - 1970            | No existía la selección | No existía la selección | No existía la selección | No existía la selección | No existía la selección | No existía la selección | No existía la selección |
| 1970                   | Se retiró               | Se retiró               | Se retiró               | Se retiró               | Se retiró               | Se retiró               | Se retiró               |
| 1974                   | Se retiró               | Se retiró               | Se retiró               | Se retiró               | Se retiró               | Se retiró               | Se retiró               |
| 1978                   | Se retiró               | Se retiró               | Se retiró               | Se retiró               | Se retiró               | Se retiró               | Se retiró               |
| 1982                   | Se retiró               | Se retiró               | Se retiró               | Se retiró               | Se retiró               | Se retiró               | Se retiró               |
| 1986                   | No clasificó            | No clasificó            | No clasificó            | No clasificó            | No clasificó            | No clasificó            | No clasificó            |
| 1990                   | No clasificó            | No clasificó            | No clasificó            | No clasificó            | No clasificó            | No clasificó            | No clasificó            |
| 1994                   | Se retiró               | Se retiró               | Se retiró               | Se retiró               | Se retiró               | Se retiró               | Se retiró               |
| 1998                   | No clasificó            | No clasificó            | No clasificó            | No clasificó            | No clasificó            | No clasificó            | No clasificó            |
| 2002                   | No clasificó            | No clasificó            | No clasificó            | No clasificó            | No clasificó            | No clasificó            | No clasificó            |
| 2006                   | Se retiró               | Se retiró               | Se retiró               | Se retiró               | Se retiró               | Se retiró               | Se retiró               |
| 2010                   | No clasificó            | No clasificó            | No clasificó            | No clasificó            | No clasificó            | No clasificó            | No clasificó            |
| 2014                   | No clasificó            | No clasificó            | No clasificó            | No clasificó            | No clasificó            | No clasificó            | No clasificó            |
| 2018                   | No clasificó            | No clasificó            | No clasificó            | No clasificó            | No clasificó            | No clasificó            | No clasificó            |
| 2022                   | No clasificó            | No clasificó            | No clasificó            | No clasificó            | No clasificó            | No clasificó            | No clasificó            |
| 2026                   | No clasificó            | No clasificó            | No clasificó            | No clasificó            | No clasificó            | No clasificó            | No clasificó            |
| 2030                   | Por definir             | Por definir             | Por definir             | Por definir             | Por definir             | Por definir             | Por definir             |
| 2034                   | Por definir             | Por definir             | Por definir             | Por definir             | Por definir             | Por definir             | Por definir             |
| Total                  | 0/23                    | -                       | -                       | -                       | -                       | -                       | -                       |

### Copa Asiática
| Copa Asiática | Copa Asiática           | Copa Asiática           | Copa Asiática           | Copa Asiática           | Copa Asiática           | Copa Asiática           | Copa Asiática           |
| Año           | Ronda                   | J                       | G                       | E                       | P                       | GF                      | GC                      |
| ------------- | ----------------------- | ----------------------- | ----------------------- | ----------------------- | ----------------------- | ----------------------- | ----------------------- |
| 1956 - 1968   | No existía la selección | No existía la selección | No existía la selección | No existía la selección | No existía la selección | No existía la selección | No existía la selección |
| 1972          | Se retiró               | Se retiró               | Se retiró               | Se retiró               | Se retiró               | Se retiró               | Se retiró               |
| 1976          | Se retiró               | Se retiró               | Se retiró               | Se retiró               | Se retiró               | Se retiró               | Se retiró               |
| 1980          | Se retiró               | Se retiró               | Se retiró               | Se retiró               | Se retiró               | Se retiró               | Se retiró               |
| 1984          | No clasificó            | No clasificó            | No clasificó            | No clasificó            | No clasificó            | No clasificó            | No clasificó            |
| 1988          | No clasificó            | No clasificó            | No clasificó            | No clasificó            | No clasificó            | No clasificó            | No clasificó            |
| 1992          | Se retiró               | Se retiró               | Se retiró               | Se retiró               | Se retiró               | Se retiró               | Se retiró               |
| 1996          | No clasificó            | No clasificó            | No clasificó            | No clasificó            | No clasificó            | No clasificó            | No clasificó            |
| 2000          | No clasificó            | No clasificó            | No clasificó            | No clasificó            | No clasificó            | No clasificó            | No clasificó            |
| 2004          | No clasificó            | No clasificó            | No clasificó            | No clasificó            | No clasificó            | No clasificó            | No clasificó            |
| 2007          | Se retiró               | Se retiró               | Se retiró               | Se retiró               | Se retiró               | Se retiró               | Se retiró               |
| 2011          | No clasificó            | No clasificó            | No clasificó            | No clasificó            | No clasificó            | No clasificó            | No clasificó            |
| 2015          | No clasificó            | No clasificó            | No clasificó            | No clasificó            | No clasificó            | No clasificó            | No clasificó            |
| 2019          | No clasificó            | No clasificó            | No clasificó            | No clasificó            | No clasificó            | No clasificó            | No clasificó            |
| 2023          | No clasificó            | No clasificó            | No clasificó            | No clasificó            | No clasificó            | No clasificó            | No clasificó            |
| Total         | 0/18                    | -                       | -                       | -                       | -                       | -                       | -                       |

## Torneos regionales

### Campeonato de la SAFF
| Campeonato de la SAFF | Campeonato de la SAFF | Campeonato de la SAFF | Campeonato de la SAFF | Campeonato de la SAFF | Campeonato de la SAFF | Campeonato de la SAFF | Campeonato de la SAFF |
| Año                   | Ronda                 | J                     | G                     | E                     | P                     | GF                    | GC                    |
| --------------------- | --------------------- | --------------------- | --------------------- | --------------------- | --------------------- | --------------------- | --------------------- |
| 1993                  | Tercer lugar          | 3                     | 0                     | 2                     | 1                     | 1                     | 2                     |
| 1995                  | Cuarto lugar          | 3                     | 1                     | 0                     | 2                     | 2                     | 2                     |
| 1997                  | Fase de grupos        | 2                     | 0                     | 0                     | 2                     | 1                     | 5                     |
| 1999                  | Cuarto lugar          | 4                     | 1                     | 0                     | 3                     | 6                     | 9                     |
| 2003                  | Fase de grupos        | 3                     | 1                     | 0                     | 2                     | 4                     | 5                     |
| 2005                  | Fase de grupos        | 3                     | 1                     | 0                     | 2                     | 4                     | 5                     |
| 2008                  | Fase de grupos        | 3                     | 1                     | 0                     | 2                     | 5                     | 9                     |
| 2009                  | Fase de grupos        | 3                     | 1                     | 1                     | 1                     | 4                     | 2                     |
| 2011                  | Semifinales           | 4                     | 1                     | 2                     | 1                     | 3                     | 3                     |
| 2013                  | Semifinales           | 4                     | 2                     | 1                     | 1                     | 5                     | 3                     |
| 2015                  | Fase de grupos        | 2                     | 0                     | 0                     | 2                     | 1                     | 5                     |
| 2018                  | Semifinales           | 4                     | 2                     | 0                     | 2                     | 7                     | 5                     |
| 2021                  | Subcampeón            | 5                     | 2                     | 1                     | 2                     | 5                     | 7                     |
| 2023                  | Fase de grupos        | 3                     | 1                     | 0                     | 2                     | 2                     | 5                     |
| Total                 | 14/14                 | 46                    | 14                    | 7                     | 25                    | 50                    | 67                    |

### Copa Desafío de la AFC
| Copa Desafío de la AFC | Copa Desafío de la AFC | Copa Desafío de la AFC | Copa Desafío de la AFC | Copa Desafío de la AFC | Copa Desafío de la AFC | Copa Desafío de la AFC | Copa Desafío de la AFC |
| Año                    | Ronda                  | J                      | G                      | E                      | P                      | GF                     | GC                     |
| ---------------------- | ---------------------- | ---------------------- | ---------------------- | ---------------------- | ---------------------- | ---------------------- | ---------------------- |
| 2006                   | Semifinales            | 3                      | 1                      | 1                      | 1                      | 4                      | 3                      |
| 2008                   | Fase de grupos         | 1                      | 0                      | 2                      | 3                      | 4                      | 1                      |
| 2010                   | No clasificó           | No clasificó           | No clasificó           | No clasificó           | No clasificó           | No clasificó           | No clasificó           |
| 2012                   | Fase de grupos         | 3                      | 0                      | 0                      | 3                      | 0                      | 6                      |
| 2014                   | No clasificó           | No clasificó           | No clasificó           | No clasificó           | No clasificó           | No clasificó           | No clasificó           |
| Total                  | 1/5                    | 7                      | 1                      | 3                      | 7                      | 8                      | 10                     |

### Copa Solidaridad de la AFC
| Copa Desafío de la AFC | Copa Desafío de la AFC | Copa Desafío de la AFC | Copa Desafío de la AFC | Copa Desafío de la AFC | Copa Desafío de la AFC | Copa Desafío de la AFC | Copa Desafío de la AFC |
| Año                    | Ronda                  | J                      | G                      | E                      | P                      | GF                     | GC                     |
| ---------------------- | ---------------------- | ---------------------- | ---------------------- | ---------------------- | ---------------------- | ---------------------- | ---------------------- |
| 2016                   | Campeón                | 4                      | 3                      | 1                      | 0                      | 6                      | 2                      |
| Total                  | 1/1                    | 4                      | 3                      | 1                      | 0                      | 6                      | 2                      |

## Últimos partidos y próximos encuentros
Actualizado al último partido jugado el 10 de junio de 2025
| Fecha      | Ciudad      | Local          | Resultado | Visitante       | Competición                      |
| ---------- | ----------- | -------------- | --------- | --------------- | -------------------------------- |
| 26-03-2024 | Riffa       | Baréin         | 3:0       | Nepal           | Clasificación Copa Mundial 2026  |
| 06-05-2024 | Aldershot   | Inglaterra "C" | 2:0       | Nepal           | Partido amistoso                 |
| 06-06-2024 | Dammam      | Nepal          | 0:4       | Emiratos Árabes | Clasificación Copa Mundial 2026  |
| 11-06-2024 | Dammam      | Yemen          | 2:2       | Nepal           | Eliminatorias Copa Mundial 2026  |
| 13-11-2024 | Dushanbe    | Tayikistán     | 4:0       | Nepal           | Partido amistoso                 |
| 16-11-2024 | Dushanbe    | Afganistán     | 0:2       | Nepal           | Partido amistoso                 |
| 21-03-2025 | Kallang     | Singapur       | 0:1       | Nepal           | Partido amistoso                 |
| 25-03-2025 | Johor Bahru | Malasia        | 2:0       | Nepal           | Clasificación Copa Asiática 2027 |
| 05-06-2025 | Kowloon     | Hong Kong      | 0:0       | Nepal           | Partido amistoso                 |
| 10-06-2025 | Vientián    | Laos           | 2:1       | Nepal           | Clasificación Copa Asiática 2027 |
| 06-09-2025 | Katmandú    | Nepal          | -:-       | Bangladés       | Partido amistoso                 |
| 09-09-2025 | Katmandú    | Nepal          | -:-       | Bangladés       | Partido amistoso                 |
| 09-10-2025 | Ho Chi Minh | Vietnam        | -:-       | Nepal           | Clasificación Copa Asiática 2027 |
| 14-10-2025 | Katmandú    | Nepal          | -:-       | Vietnam         | Clasificación Copa Asiática 2027 |
| 18-11-2025 | Katmandú    | Nepal          | -:-       | Malasia         | Clasificación Copa Asiática 2027 |

## Palmarés
- Copa Solidaridad de la AFC (1): 2016.
- Juegos del Sur Asiático (2): 1984 y 1999.
- Bangabandhu Cup (1): 2016.
- Copa Primer Ministro (1): 2023.

## Récord ante otras selecciones
Actualizado al 10 de junio de 2025.
| Rival               | PJ  | PG | PE | PP  | GF  | GC  | GD   |
| ------------------- | --- | -- | -- | --- | --- | --- | ---- |
| Afganistán          | 7   | 4  | 1  | 2   | 12  | 4   | +8   |
| Australia           | 2   | 0  | 0  | 2   | 0   | 8   | −8   |
| Bangladés           | 28  | 9  | 5  | 14  | 23  | 34  | −11  |
| Baréin              | 2   | 0  | 0  | 2   | 1   | 8   | −7   |
| Bután               | 15  | 14 | 1  | 0   | 46  | 7   | +39  |
| Brunéi              | 2   | 1  | 0  | 1   | 4   | 2   | +2   |
| Camboya             | 1   | 1  | 0  | 0   | 1   | 0   | +1   |
| Camerún             | 1   | 0  | 0  | 1   | 0   | 5   | −5   |
| China               | 4   | 0  | 0  | 4   | 2   | 31  | −29  |
| China Taipéi        | 3   | 2  | 1  | 0   | 5   | 1   | +4   |
| Hong Kong           | 2   | 0  | 2  | 0   | 0   | 0   | 0    |
| India               | 23  | 2  | 4  | 17  | 9   | 41  | −32  |
| Indonesia           | 2   | 0  | 0  | 2   | 0   | 9   | −9   |
| Irán                | 5   | 0  | 0  | 5   | 0   | 25  | −25  |
| Irak                | 4   | 0  | 0  | 4   | 5   | 22  | −17  |
| Japón               | 5   | 0  | 0  | 5   | 0   | 28  | −28  |
| Jordania            | 5   | 0  | 1  | 4   | 1   | 18  | -17  |
| Kazajistán          | 2   | 0  | 0  | 2   | 0   | 10  | −10  |
| Kuwait              | 9   | 0  | 1  | 8   | 2   | 33  | −31  |
| Kirguistán          | 2   | 0  | 1  | 1   | 1   | 3   | −2   |
| Laos                | 7   | 3  | 3  | 1   | 10  | 7   | +3   |
| Malasia             | 9   | 0  | 1  | 8   | 1   | 30  | −29  |
| Macao               | 6   | 4  | 1  | 1   | 16  | 7   | +9   |
| Mauricio            | 2   | 2  | 0  | 0   | 2   | 0   | +2   |
| Maldivas            | 17  | 5  | 4  | 8   | 20  | 23  | −3   |
| Birmania            | 5   | 0  | 1  | 4   | 0   | 10  | −10  |
| Corea del Norte     | 4   | 0  | 0  | 4   | 1   | 11  | −10  |
| Isl. Mar. del Norte | 1   | 1  | 0  | 0   | 6   | 0   | +6   |
| Omán                | 12  | 0  | 0  | 12  | 3   | 50  | −47  |
| Pakistán            | 21  | 8  | 5  | 8   | 22  | 25  | −3   |
| Palestina           | 4   | 0  | 2  | 2   | 0   | 3   | −3   |
| Filipinas           | 7   | 1  | 1  | 5   | 2   | 15  | −13  |
| Arabia Saudita      | 1   | 0  | 0  | 1   | 0   | 7   | −7   |
| Sri Lanka           | 17  | 4  | 7  | 6   | 20  | 25  | −5   |
| Singapur            | 4   | 1  | 0  | 3   | 1   | 12  | −11  |
| Corea del Sur       | 8   | 0  | 0  | 8   | 1   | 55  | −54  |
| Siria               | 2   | 0  | 0  | 2   | 0   | 5   | −5   |
| Tayikistán          | 4   | 0  | 0  | 4   | 1   | 11  | −10  |
| Tailandia           | 8   | 0  | 0  | 8   | 3   | 21  | -18  |
| Tíbet               | 3   | 3  | 0  | 0   | 9   | 3   | +6   |
| Timor Oriental      | 4   | 2  | 2  | 0   | 9   | 3   | +6   |
| Turkmenistán        | 2   | 0  | 0  | 2   | 0   | 8   | −8   |
| U.Á.E.              | 3   | 0  | 0  | 3   | 0   | 19  | −19  |
| Vietnam             | 2   | 0  | 0  | 2   | 0   | 7   | −7   |
| Yemen               | 6   | 0  | 2  | 4   | 3   | 11  | −8   |
| Total               | 283 | 67 | 46 | 170 | 242 | 657 | −415 |

## Uniformes

### Local
| 1981      | 1983      | 1989      | 1993 | 1993 |
| 1994      | 1995–1996 | 1995      | 1997 | 1998 |
| 1999      | 2000      | 2001–2002 | 2003 | 2004 |
| 2004–2005 | 2006      | 2007      | 2008 | 2009 |
| 2011–2012 | 2013–2014 | 2015      | 2018 |      |

### Visita
| 1984 | 1993      | 1994 | 1997      | 1998      |
| 1999 | 1999–2000 | 2003 | 2004–2005 | 2006      |
| 2007 | 2008      | 2009 | 2011–2012 | 2013–2014 |
| 2015 | 2018      |      |           |           |

## Entrenadores
| Nombre                        | Desde             | Hasta         |
| ----------------------------- | ----------------- | ------------- |
| Rudi Gutendorf                | 1981              | 1981          |
| Jochen Figge                  | 1985              | 1985          |
| Joe Kinnear                   | 1987              | 1987          |
| Reinhard Fabisch              | Abril de 1989     | 1989          |
| Yoo Kee-heung                 | 1998              | 1998          |
| Dhruba KC                     | 1998              | 1998          |
| Torsten Spittler              | 1999              | 1999          |
| Stephen Constantine           | 1999              | 2001          |
| Yoo Kee-heung                 | 2002              | 2002          |
| Toshihiko Shiozawa            | Noviembre de 2005 | Enero de 2006 |
| Thomas Flath                  | Abril de 2008     | Junio de 2008 |
| Birat Krishna Shrestha        | Julio de 2008     | Marzo de 2009 |
| Krishna Thapa                 | 2009              | 2009          |
| Krishna Thapa                 | Enero de 2011     | Enero de 2011 |
| Graham Roberts                | Enero de 2011     | 2012          |
| Krishna Thapa                 | 2012              | 2013          |
| Jack Stefanowski              | 2013              | 2014          |
| Raju Kaji Shakya              | 2014              | 2014          |
| Jack Stefanowski              | 2014              | 2015          |
| Dhruba KC                     | 2015*             | 2015          |
| Patrick Aussems               | 2015              | 2016          |
| Bal Gopal Maharjan            | 2016              | 2016          |
| Koji Gyotoku                  | 2016              | 2019          |
| Bal Gopal Maharjan (interino) | 2019              | 2019          |
| Johan Kalin                   | 2019              | 2020          |
| Bal Gopal Maharjan (interino) | 2020              | 2020          |
| Bal Gopal Maharjan            | 2020              | 2021          |
| Abdullah Al-Mutairi           | 2021              | 2022          |
| Pradip Humagain (interino)    | 2022              | 2022          |
| Prabesh Katuwal (interino)    | 2022              | 2022          |
| Vincenzo Alberto Annese       | 2023              | 2024          |
| Nabin Neupane                 | 2024              | 2025          |
| Matt Ross                     | 2025              | presente      |

## Jugadores

### Última convocatoria[36][37]
| No. | Pos. | Jugador            | Fecha de nacimiento (edad)         | Apa. | Goles | Club                   |
| --- | ---- | ------------------ | ---------------------------------- | ---- | ----- | ---------------------- |
|     | POR  | Kiran Chemjong     | 24 de marzo de 1990 (35 años)      | 85   | 0     | RoundGlass Punjab      |
|     | POR  | Bishal Shrestha    | 12 de agosto de 1992 (32 años)     | 1    | 0     | Machhindra             |
|     | POR  | Deep Karki         | 9 de enero de 1998 (27 años)       | 3    | 0     | Himalayan Sherpa       |
|     | POR  | Bikesh Kuthu       | 24 de junio de 1993 (32 años)      | 9    | 0     | Nepal Army Club        |
|     |      |                    |                                    |      |       |                        |
|     | DEF  | Rohit Chand        | 1 de marzo de 1992 (33 años)       | 73   | 0     | Persik Kediri          |
|     | DEF  | Ananta Tamang      | 14 de enero de 1998 (27 años)      | 43   | 2     | East Bengal            |
|     | DEF  | Bikash Tamang      | 27 de enero de 1994 (31 años)      | 3    | 0     | Chitwan                |
|     | DEF  | Dinesh Rajbanshi   | 5 de abril de 1998 (27 años)       | 15   | 0     | Pokhara Thunders       |
|     | DEF  | Bikash Khawas      | 29 de julio de 2001 (23 años)      | 4    | 0     | Tribhuvan Army         |
|     | DEF  | Suman Aryal        | 31 de enero de 2000 (25 años)      | 22   | 0     | Tribhuvan Army         |
|     | DEF  | Rejin Dhimal       | 4 de abril de 1991 (34 años)       | 10   | 0     | Biratnagar City        |
|     |      |                    |                                    |      |       |                        |
|     | MED  | Sudip Gurung       | 27 de marzo de 1997 (28 años)      | 1    | 0     | Satdobato              |
|     | MED  | Tej Tamang         | 14 de febrero de 1998 (27 años)    | 17   | 1     | Sporting Ilam De Mechi |
|     | MED  | Sesehang Angdembe  | 3 de noviembre de 2000 (24 años)   | 1    | 0     | Tribhuvan Army         |
|     | MED  | Bishal Rai         | 6 de junio de 1993 (32 años)       | 36   | 4     | Dhangadhi              |
|     | MED  | Sujal Shrestha     | 5 de febrero de 1992 (33 años)     | 46   | 3     | Machhindra             |
|     | MED  | Suraj Jeu Thakuri  | 19 de diciembre de 2000 (24 años)  | 9    | 0     | Jawalakhel             |
|     | MED  | Arik Bista         | 17 de marzo de 2000 (25 años)      | 12   | 0     | Pokhara Thunders       |
|     |      |                    |                                    |      |       |                        |
|     | DEL  | Bimal Gharti Magar | 26 de enero de 1998 (27 años)      | 39   | 9     | Lalitpur City          |
|     | DEL  | Anjan Bista        | 15 de mayo de 1998 (27 años)       | 51   | 10    | Jhapa                  |
|     | DEL  | Ritik Khadka       | 23 de abril de 2001 (24 años)      | 1    | 0     | Jhapa                  |
|     | DEL  | Manish Dangi       | 17 de septiembre de 2001 (23 años) | 17   | 2     | Etehad Al-Reef         |
|     | DEL  | Aashish Chaudhary  | 23 de enero de 2001 (24 años)      | 1    | 0     | Church Boys United     |